# Cynometra alexandri
Cynometra alexandri là một loài thực vật có hoa trong họ Đậu. Loài này được C.H.Wright miêu tả khoa học đầu tiên.